# Anomis erosoides
Anomis erosoides är en fjärilsart som beskrevs av Eugenio Giacomelli 1915. Anomis erosoides ingår i släktet Anomis och familjen nattflyn. Inga underarter finns listade i Catalogue of Life.